# Schefflera lorentzii
Schefflera lorentzii är en araliaväxtart som beskrevs av Hermann August Theodor Harms. Schefflera lorentzii ingår i släktet Schefflera och familjen araliaväxter. Inga underarter finns listade.